# Poblete (Ciudad Real)
Poblete ist ein zentralspanischer Ort und eine Gemeinde (municipio) mit 2.940 Einwohnern (Stand: 2024) im Zentrum der Provinz Ciudad Real in der autonomen Region Kastilien-La Mancha.

## Lage und Klima
Poblete liegt in der weitgehend ebenen und wasserarmen Landschaft von La Mancha knapp acht Kilometer (Fahrtstrecke) südwestlich der Provinzhauptstadt Ciudad Real bzw. ca. 200 km südsüdwestlich von Madrid in einer Höhe von ca. 620 m. An der Westgrenze der Gemeinde fließt der Guadiana. Durch die Gemeinde führt die Autovía A-41.
Das Klima ist gemäßigt bis heiß; der eher spärliche Regen (ca. 438 mm/Jahr) fällt – mit Ausnahme der zumeist eher trockenen Sommermonate – verteilt übers Jahr.

## Bevölkerungsentwicklung
| Jahr      | 1970 | 1981 | 1991 | 2001 | 2011 | 2021 |
| Einwohner | 692  | 634  | 650  | 794  | 1978 | 2759 |

Trotz der Mechanisierung der Landwirtschaft, der Aufgabe bäuerlicher Kleinbetriebe („Höfesterben“) und dem daraus resultierenden Verlust von Arbeitsplätzen ist die Einwohnerzahl der Gemeinde in der zweiten Hälfte des 20. Jahrhunderts nur leicht gesunken.

## Sehenswürdigkeiten
- Magdalenenkirche
- Isidorkapelle (Ermita de San Isidro)

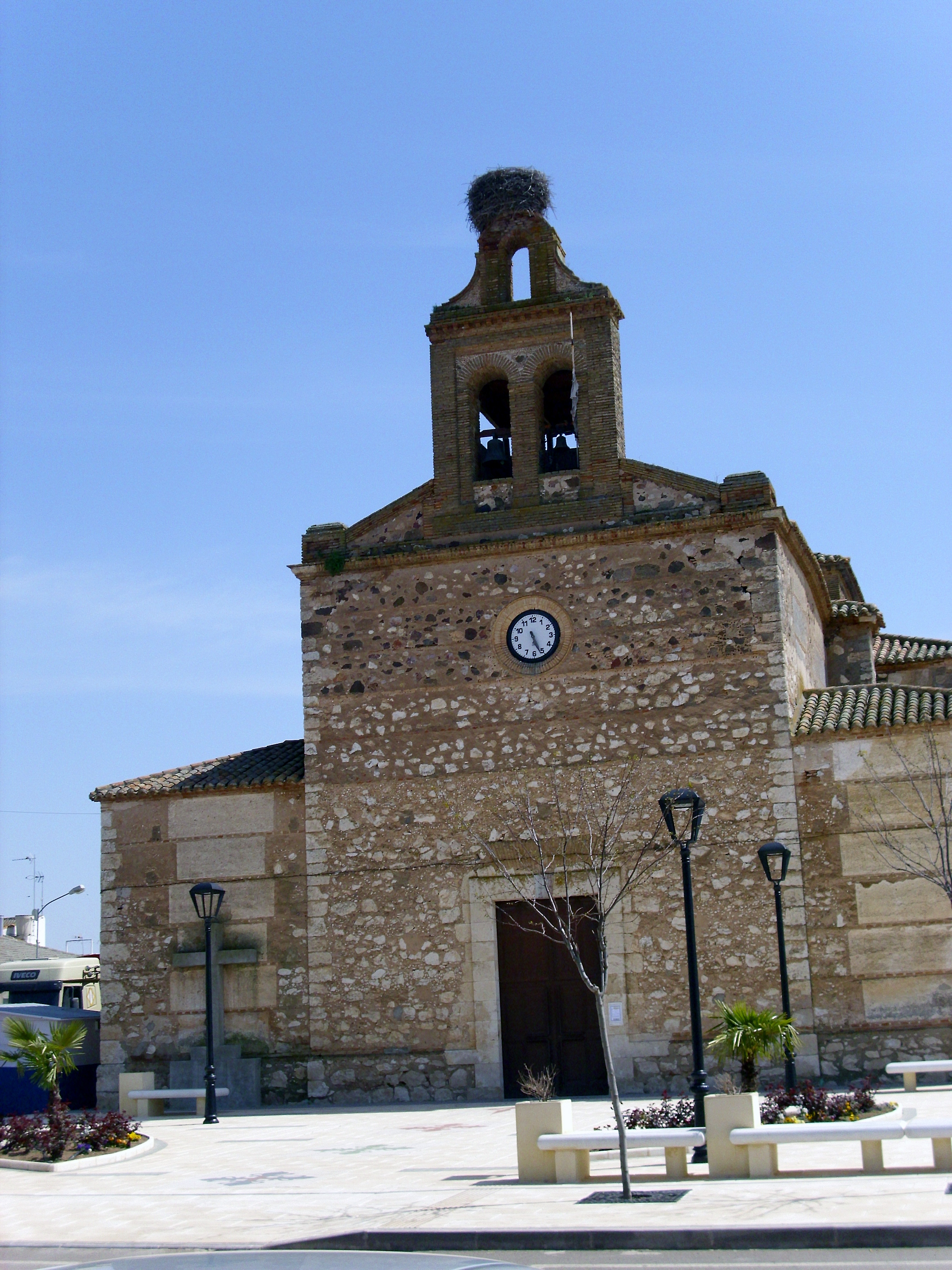
Magdalenenkirche